# VELO (badminton)
VELO is een Nederlandse badmintonclub uit Wateringen die in 1966 werd opgericht. Het werd in het seizoen 2016/17 voor de twaalfde keer landskampioen in de Nederlandse eredivisie. Het eredivisieteam speelt in groen/rood/witte tenues. Bij VELO wordt jaarlijks het Dutch International gehouden.

## Geschiedenis

### Start tot landskampioen
VELO begon bij de oprichting met spelen in de gymzaal van de Jozefschool in Wateringen, maar verhuisde een jaar later naar een hal van de groentenveiling in Kwintsheul. In 1971 keerde het terug naar Wateringen, waar het een eigen hal kreeg als lid van een omnisportvereniging. Het eerste team van de Zuid-Hollanders komt sinds 1979 uit in de Nederlandse eredivisie. Het promoveerde daarvoor zeven maal in de eerste twaalf jaar van haar bestaan.
De club werd in het seizoen 1984/85 voor het eerst landskampioen. Onder leiding van de teruggekeerde coach Wim Bleijenberg, versloeg een team bestaande uit Uun Santosa, Ivan Kristanto, Dennis Tjin Asjoe, Ed Romeijn, Jimmy Telwin, Hans Reith, Karin van der Valk, Astrid van der Knaap en Carol Liem BC Duinwijck in de finale in Arnhem. Het tweede team van VELO promoveerde dat jaar naar de eredivisie, waardoor de Wateringers in 1985/86 (kortstondig) met twee teams op het hoogste niveau speelden. Het 'extra' eredivisieteam bestond uit Arles Tjin Asjoe, Gwenny van Beek, Marcel Daniels, Bernadette Duindam, Paul van de Heuvel, Andri Karamoy, Jan van Rossum, Anneke Waney en Rickey Waney.
Het tweede team werd later nog verschillende malen kampioen in de op een-na-hoogste divisie, maar het was inmiddels reglementair onmogelijk met twee ploegen van een club in de eredivisie te spelen.

### Behoud wisselbeker
VELO mocht de wisselbeker voor landskampioenen definitief houden doordat het in 1988, 1989 en 1990 drie keer achter elkaar de landstitel won. Daarbij was het in de finale drie jaar aaneen de baas over wederom BC Duinwijck. Het moest vervolgens tien jaar wachten op een landskampioenschap, maar in 1999/2000 kwam dat er, nadat de Indonesische voormalig wereldkampioene Mia Audina met een Nederlander trouwde en zich bij VELO aansloot. De tot Nederlandse genaturaliseerde topspeelster hielp in 2004 en 2006 wederom bij het binnenhalen van nog twee titels.

### Sponsors en naamgeving
Door wisselen van hoofdsponsor veranderde VELO in de loop der jaren enkele keren haar naam. Zo gingen de Wateringers door het leven als Kawasaki Velo (1984-86), Non smokers/VELO (1990-92), Sportline/VELO (1992-94), vanaf 1995 als Conservatrix/VELO, Van Zundert/VELO, Le Credit Sportif VELO en nu als VELO Badminton.

## Selectie
De volgende spelers komen uit voor het eerste team van VELO in seizoen 2021/2022:
| - Myke Halkema - Milou Lugters - Fredrika Lagerstedt - Veda Diemel/Hanna van Couwenhoven | - Jim Middelburg - Nick Fransman - Russell Muns - Ruben Kweekel - Dion Rovers |

Coaches van het eerste team:
| - Franklin Telwin - Steven van Zanten |

Teammanager van het eerste team:
| - Marleen Kuipers |

## Erelijst
- Landskampioen 1985, 1988, 1989, 1990, 2000, 2004, 2006, 2010, 2012, 2014, 2016 en 2017.
- Winnaar Carlton GT Cup 2003, 2004, 2010, 2016 en 2017.

## Oud-selectiespelers
Onder meer de volgende oud-spelers speelden in het hoogste team van VELO:
| - Imke van der Aar - Dennis Tjin Asjoe - Kees Arkesteyn - Mia Audina (2x NK) - Norbert van Barneveld - Ewout Beukers - Maaike de Boer - Gerben Bruijstens - Jane Crabtree - Tijs Creemers - Rachel van Cutsen - Dennis van Daalen de Jel - Marcel Daniels - Jeroen van Dijk (6x NK) - Bernadette Duijndam - Cock Duijvesteijn - Jan Gerritse | - Tamara van der Hoeven - Lonneke Jansen - Astrid van der Knaap (4x NK) - Ivan Kristanto - Marleen Kuipers - Nining Kustyaningsih - Stijn de Langhe - Carol Liem - Dorien Lups - Lisa Malaihollo - Rune Massing - Russell Muns - Remco Muyris - Dicky Palyama (9x NK) - Hans Reith - Ed Romeijn - Jan van Rossum | - Uun Santosa (2x NK) - Ginny Severien - Rowan Scheurkogel - Wendy Slaats - Terry Smit - Ralph Starren - Jeroen Steffers - Rikkert Suijkerland - Jimmy Telwin - Seno The - Karin van der Valk - Nathalie Verhoeff - Alex Vlaar - Simone Hermsen |

NK = Nederlands kampioen enkelspel